# РПК «Богомол»
РПК «Богомол» — белорусский роботизированной противотанковый комплекс, разработанный компанией «Белспецвнештехника — Новые технологии».

## История
В 2010-х годах для Белоруссии, в связи с активизацией подозрительной деятельности НАТО на польской территории и созданием новой механизированной дивизии ВС Польши непосредственно у границ страны, возросла необходимость противотанковых средств. Следствием этого стало появление проекта «Богомол».
Разработка РПК велась группой конструкторов под руководством Андрея Анисимова в компании «Белспецвнештехника (БСВТ) — Новые технологии», дочерним предприятии «Белспецвнештехники». Машина сделана с нуля без каких-либо заимствований. 20 мая 2017 года на выставке MILEX-2017 состоялся первый публичный показ аппарата.

## Характеристики
Масса комплекса с полной боевой загрузкой и полными баками составляет 1850 кг. Угол обзора аппарата — 360 градусов. Максимальная дальность поражения целей в автоматизированном режиме составляет 4000 м. Круглосуточная система обнаружения позволяет в пассивном режиме обнаружить наземные цели размером 2×2 м на дальности до 5000 м, а цель типа «ростовая фигура» — до 2000 м.

## Описание
РПК стоит на гусеничном мини-шасси. Работает на дизельном двигателе и электрогенераторе. Электротяга позволяет машине действовать бесшумно достаточно долго, и при этом аппарат остаётся холодным. «Богомол» способен передвигаться по пересечённой местности. Оснащён набором оптико-электронных систем.
В «Богомоле» содержатся элементы искусственного интеллекта (нейросетевые интерфейсы). Оборудование робота может разглядеть даже хорошо замаскированную цель, а затем, собрав необходимую информацию, тут же передать её оператору, который будет принимать решение. Само управление ведётся с помощью квадрокоптера. Максимальная дистанция между оператором и РПК — 10 километров.
РПК, в зависимости от пожеланий заказчика, оснащается различным вооружением. В частности, могут применяться ракеты класса «Шершень» с лазерной системой наведения, а также «Фагот», «Конкурс» и «Метис», либо с радиокомандной системой управления, либо с проводной.